# グライフェン湖
グライフェン湖（グライフェンこ、ドイツ語: Greifensee グライフェン・ゼー）は、スイスに存在する湖の1つである。チューリッヒ市 から南東に向かって延びる細長い湖である。湖名の「グライフェン」とは伝説上の生物であるグリフォンを表す。

## 画像集

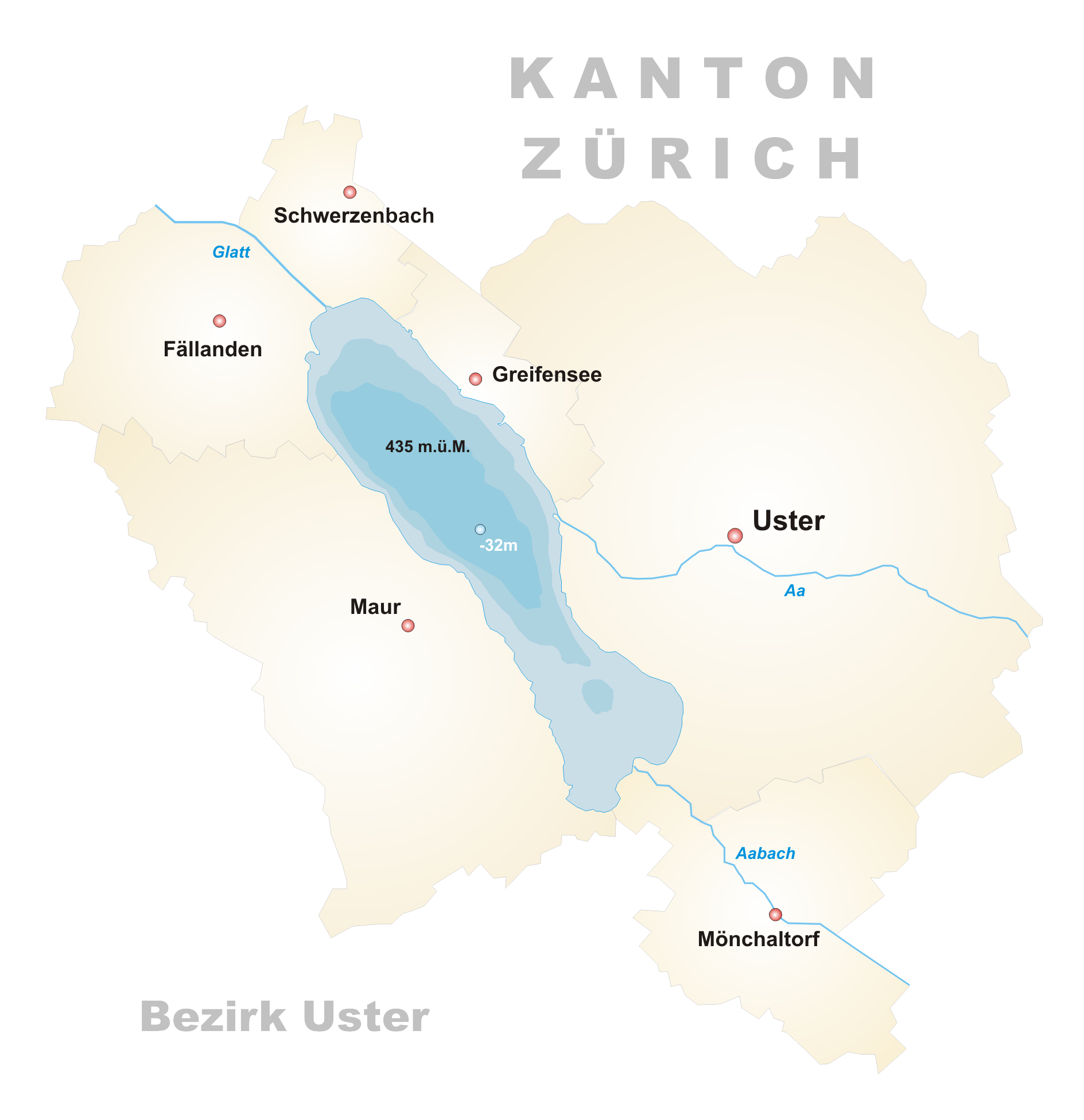
グライフェン湖周辺地図。
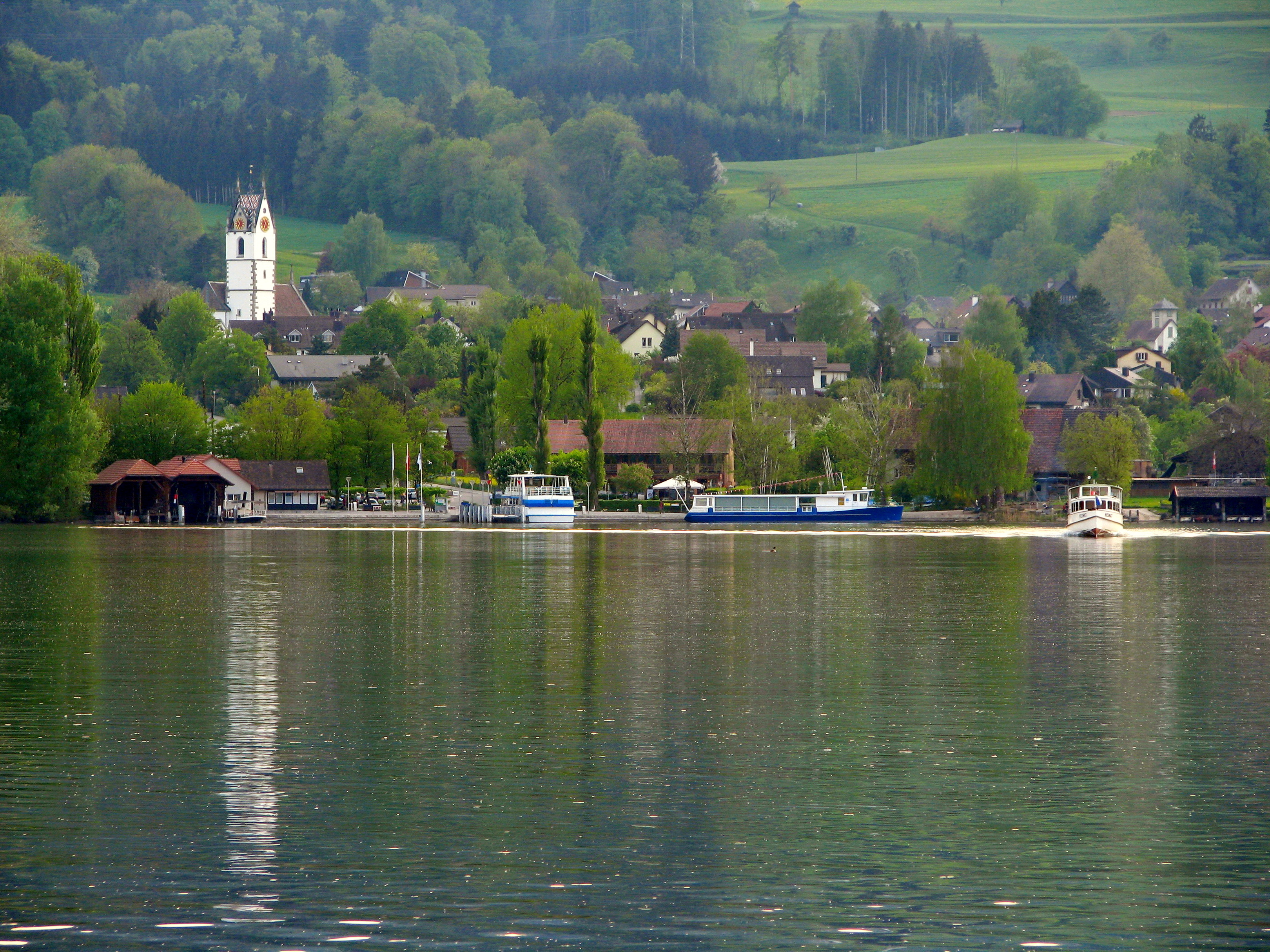
グライフェン湖から見たマウル（英語版）の町。
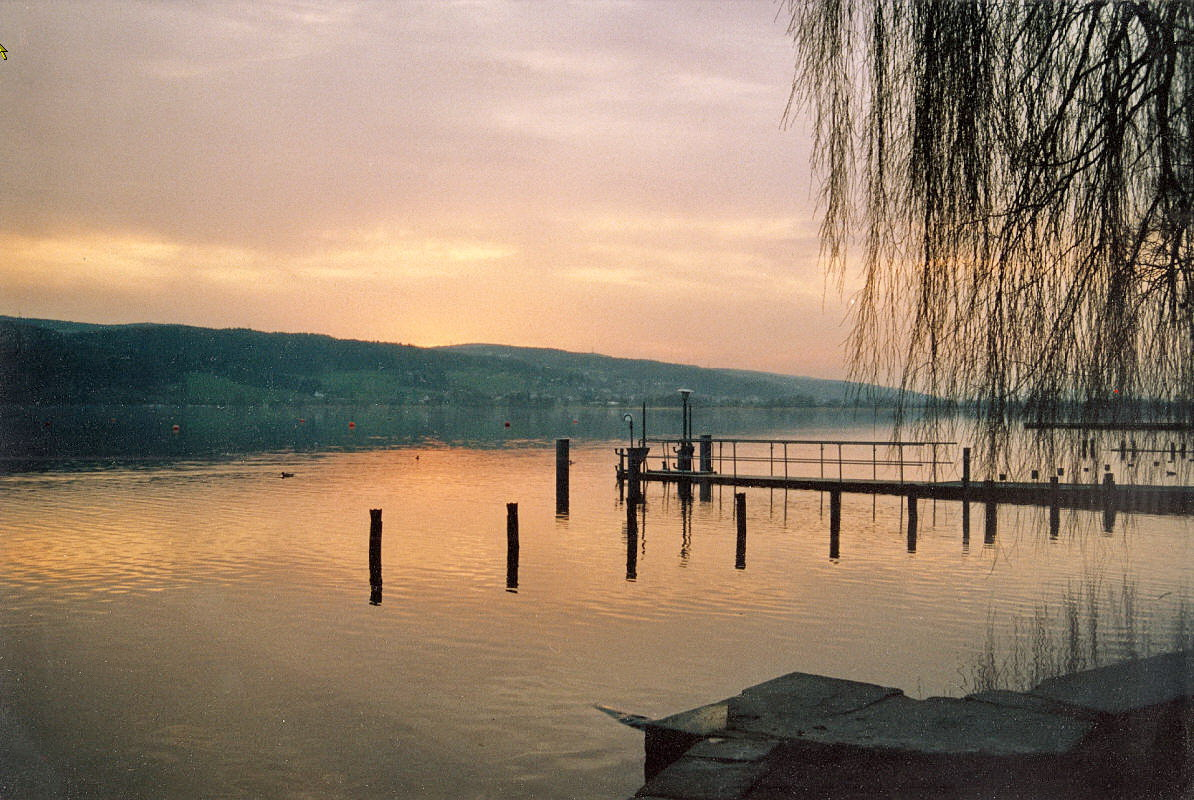
グライフェン湖畔の町の1つグライフェンシー（英語版）から西の方向を見たところ。
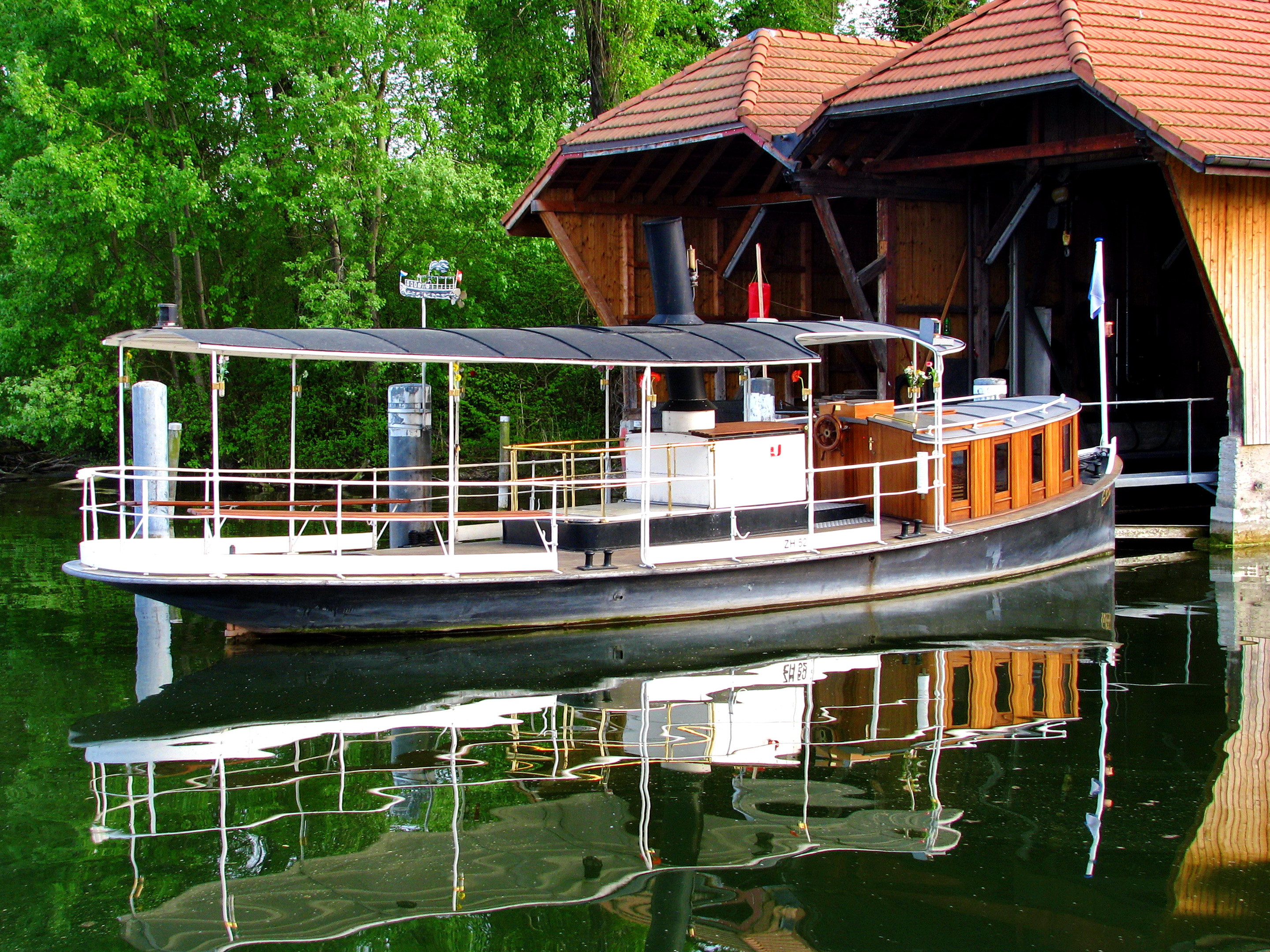
マウルの町の船着場に碇泊している1895年に建造された『グリフ（Greif）』号。